# Hojjat Haghverdi
Hojjat Haghverdi (Mashhad, 3 de febrero de 1993) es un futbolista iraní, nacionalizado azerí, que juega en la demarcación de defensa para el Neftçi PFK de la Liga Premier de Azerbaiyán.

## Selección nacional
Hizo su debut con la selección de fútbol de Azerbaiyán el 2 de junio de 2021 en un encuentro amistoso contra Bielorrusia que finalizó con un resultado de 1-2 a favor del combinado azerí tras el gol de Maksim Skavysh para Bielorrusia, y de Badavi Hüseynov y Ramil Şeydayev para el combinado azerí.

### Goles internacionales
| # | Fecha                    | Estadio                                      | Oponente   | Gol | Resultado | Competición                         |
| - | ------------------------ | -------------------------------------------- | ---------- | --- | --------- | ----------------------------------- |
| 1 | 22 de septiembre de 2022 | Estadio Anton Malatinský, Trnava, Eslovaquia | Eslovaquia | 1-2 | 1–2       | Liga de Naciones de la UEFA 2022-23 |

## Clubes
| Club            | País       | Año       | Partidos | Goles |
| --------------- | ---------- | --------- | -------- | ----- |
| FC Aboomoslem   | Irán       | 2013-2014 | 14       | 1     |
| Zob Ahan FC     | Irán       | 2014-2017 | 61       | 1     |
| Paykan FC       | Irán       | 2017-2021 | 92       | 3     |
| Sumgayit FK     | Azerbaiyán | 2021-2022 | 49       | 1     |
| Tractor Sazi FC | Irán       | 2022      | 7        | 0     |
| Neftçi PFK      | Azerbaiyán | 2023-     | 67       | 0     |